# Football Club Kuressaare
Il Football Club Kuressaare, meglio noto come Kuressaare, è una società calcistica estone con sede nella città di Kuressaare, sull'isola di Saaremaa. Milita in Meistriliiga, la massima divisione del calcio estone.

## Storia
Fondato nel 1997, il Kuressaare ebbe come primo presidente Aivar Pohlak, fondatore e storico presidente del Flora Tallinn. L'esordio della squadra nel campionato estone è nella stagione 1997-98, quando disputò e vinse il girone Ovest di III Liiga. Ottenuta la promozione si ritrovò direttamente in Esiliiga, senza passare per la serie intermedia di II Liiga.
Dopo due stagioni nella seconda divisione il Kuressaare esordì in Meistriliiga nel 2000, stagione che concluse al settimo posto. Al termine della stagione successiva retrocesse.
Dal 2002 al 2008 fece ininterrottamente la spola tra Esiliiga e Meistriliiga, alternando alla promozione in massima serie la retrocessione nella stagione successiva.
Dal 2009 si assestò nuovamente in Meistriliiga, mantenendo la categoria per cinque stagioni ed eguagliando il miglior piazzamento nel 2012, mentre l'anno seguente terminò all'ultimo posto e ridiscese in Esiliiga.
Nel 2015 il Kuressaare ha terminato il campionato all'ultimo posto ed è retrocesso in Esiliiga B, dalla quale risale nella stagione successiva, dopo aver vinto il campionato. 
Tornato in Esiliiga, nel 2017 si classifica al quinto posto; tuttavia, un mese e mezzo dopo la fine dei campionati, beneficia della rinuncia del Maardu alla promozione in Meistriliiga e viene ripescato in massima serie.
In Meistriliiga si classifica al nono posto al termine di una stagione difficoltosa, lasciandosi dietro solo il Vaprus Pärnu, e disputa lo spareggio promozione/retrocessione contro l'Elva: il Kuressaare vince entrambe le partite per 1-0 e conserva il proprio posto in Meistriliiga.
Nella stagione 2019 stanzia ancora in bassa classifica e conclude in nona posizione come l'anno precedente, dopo esser stato superato all'ultima giornata dal Kalev Tallinn. Deve così passare per lo spareggio contro il Vaprus Pärnu, che batte con un complessivo 5-3 (vittoria 1-4 in trasferta e sconfitta 1-2 in casa).
Nel 2020 arriva nuovamente al nono posto e per il terzo anno consecutivo disputa lo spareggio contro la seconda di Esiliiga, il Maardu. Il Kuressaare risolve la questione con una doppia vittoria (3-5 fuori casa e 4-2 in casa). In Meistriliiga 2021 si classifica al settimo posto.
Nel 2022 arriva quinto, realizzando il miglior piazzamento in campionato e raggiungendo per la prima volta la quota di 50 punti in Meistriliiga. Nella stagione successiva ritorna come settimo classificato; nel 2024 è ottavo.

## Palmarès

### Competizioni nazionali
- Esiliiga: 1

1999
- Esiliiga B: 1

2016

### Altri piazzamenti
- Esiliiga:

Secondo posto: 2002, 2006, 2008
Promozione: 2017

## Statistiche

### Partecipazione ai campionati
| Livello | Categoria    | Partecipazioni | Debutto   | Ultima stagione | Totale |
| ------- | ------------ | -------------- | --------- | --------------- | ------ |
| 1º      | Meistriliiga | 18             | 2000      | 2025            | 18     |
| 2º      | Esiliiga     | 9              | 1998      | 2017            | 9      |
| 3º      | Esiliiga B   | 1              | 2016      | 2016            | 1      |
| 4º      | III Liiga    | 1              | 1997-1998 | 1997-1998       | 1      |

## Organico

### Rosa 2025
Aggiornata al 15 giugno 2025.
| N. |                    | Ruolo | Calciatore         |
| -- | ------------------ | ----- | ------------------ |
| 1  | Estonia (bandiera) | P     | Magnus Karofeld    |
| 5  | Estonia (bandiera) | C     | Sander Sinilaid    |
| 7  | Estonia (bandiera) | C     | Artjom Jermatsenko |
| 8  | Estonia (bandiera) | D     | Joonas Soomre      |
| 10 | Estonia (bandiera) | A     | Andero Kivi        |
| 11 | Estonia (bandiera) | A     | Aleksander Iljin   |
| 14 | Estonia (bandiera) | D     | Joosep Kobin       |
| 15 | Estonia (bandiera) | D     | Märten Pajunurm    |
| 16 | Estonia (bandiera) | C     | Andrei Smirnov     |
| 17 | Estonia (bandiera) | A     | Gleb Pevtsov       |
| 20 | Estonia (bandiera) | C     | Pavel Dõmov        |
| 21 | Estonia (bandiera) | A     | Rico Randväli      |

| N. |                    | Ruolo | Calciatore         |
| -- | ------------------ | ----- | ------------------ |
| 23 | Estonia (bandiera) | D     | Rasmus Saar        |
| 27 | Estonia (bandiera) | C     | Sten Patrick Prunn |
| 31 | Estonia (bandiera) | P     | Karl-Romet Nõmm    |
| 33 | Estonia (bandiera) | D     | Oscar Joost        |
| 37 | Estonia (bandiera) | C     | Markus Leivategija |
| 46 | Estonia (bandiera) | A     | Otto-Robert Lipp   |
| 55 | Estonia (bandiera) | C     | Raian Soosalu      |
| 66 | Estonia (bandiera) | P     | Rihard Meesit      |
| 70 | Estonia (bandiera) | D     | Jonas Vahermägi    |
| 73 | Estonia (bandiera) | D     | Karl Orren         |
| 77 | Estonia (bandiera) | A     | Jevgeni Demidov    |
| 80 | Estonia (bandiera) | C     | Rando Tarkmeel     |